# Gemmingen
Gemmingen település Németországban, azon belül Baden-Württembergben. Lakosainak száma 5542 fő (2023. december 31.). Gemmingen Eppingen és Schwaigern községekkel határos.

## Népesség
A település népessége az elmúlt években az alábbi módon változott:
| Lakosok száma | 3668 | 5158 | 5145 | 5373 | 5516 | 5542 |
|               | 1975 | 2017 | 2019 | 2021 | 2022 | 2023 |